# Verdilhão-serrano
O verdilhão-serrano (Carduelis citrinella) é uma ave da família Fringillidae. É bastante parecido com o chamariz, podendo ser distinguido pela plumagem cinzenta na nuca.
Esta espécie nidifica nas terras altas do sul da Europa (Alpes e Pirenéus). Em Portugal a sua ocorrência é acidental.

## Descrição
O verdilhão-serrano tem um comprimento de 12 a 13cm, um peso de 11 a 14g e uma envergadura entre asas de 22cm. O macho tem as partes inferiores amarelas e as superiores amarelas-esverdeadas, as asas pretas com 2 barras amarelas-esverdeadas, a cauda castanha escura, o uropígio amarelo, a nuca e os lados do peito cinzentos, a testa e o mento amarelos. A fêmea é mais acinzentada do que o macho, com cores mais baças e menos amarelo-esverdeado, o dorso é ligeiramente estriado. Os juvenis são castanhos-acinzentados, com as partes inferiores estriadas de castanho escuro, as barras alares cor-de-camurça e ausência das cores amarela e esverdeada.

## Distribuição
Distribui-se pelas regiões montanhosas da Europa Ocidental e Central dos seguintes países: Alemanha, Andorra, Áustria, Eslováquia, Eslovénia, Espanha, França, Itália, Liechtenstein, Montenegro, República Checa, República da Macedónia, Sérvia, Suíça.
Em Portugal a sua ocorrência é acidental.

## Taxonomia
Descrito por Pallas em 1764, com o nome de Fringilla citrinella.
Durante muito tempo foi considerado, juntamente com o verdilhão-corso (Carduelis corsicana), como subespécies mas estudos recentes, baseados em particular na sequência do ADN mitocondrial (Sangster, 2000, Pasquet & Thibault, 1997, Förschler et al. 2009), mas também nas diferenças na morfologia e nas vocalizações (Förschler & Kalko, 2007), levaram alguns autores a considerá-los  duas espécies diferentes.
Ambos estavam incluídos no género Serinus mas parecem ser parentes próximos do pintassilgo, pelo que foram integrados no género carduelis, embora não seja consensual. Sem subespécies.

## Habitat
O verdilhão-serrano é um pássaro de montanha, pelo que pode ser encontrado a partir dos 700m de altitude até à linha das árvores, a cerca de 1300-1500m, chegando a frequentar altitudes de mais de 3300m fora da época de reprodução. Os seus habitats naturais situam-se nas regiões montanhosas da Europa como a Cordilheira Cantábrica, as serras de Castela Velha e os Pirenéus, em Espanha; o Maciço central, os Vosges, o Jura, os Alpes e os Pirenéus, em França; os Alpes austríacos e italianos; a Floresta Negra, na Alemanha É comum nas clareiras das florestas de coníferas de montanha (pinheiros, píceas), nas encostas rochosas semeadas de arbustos e abetos, preferindo como território de reprodução florestas abertas de coníferas, geralmente contíguas a prados alpinos ou pequenos bosques de píceas dispersas em terreno aberto. Sempre ligado às árvores, não gosta de florestas densas.

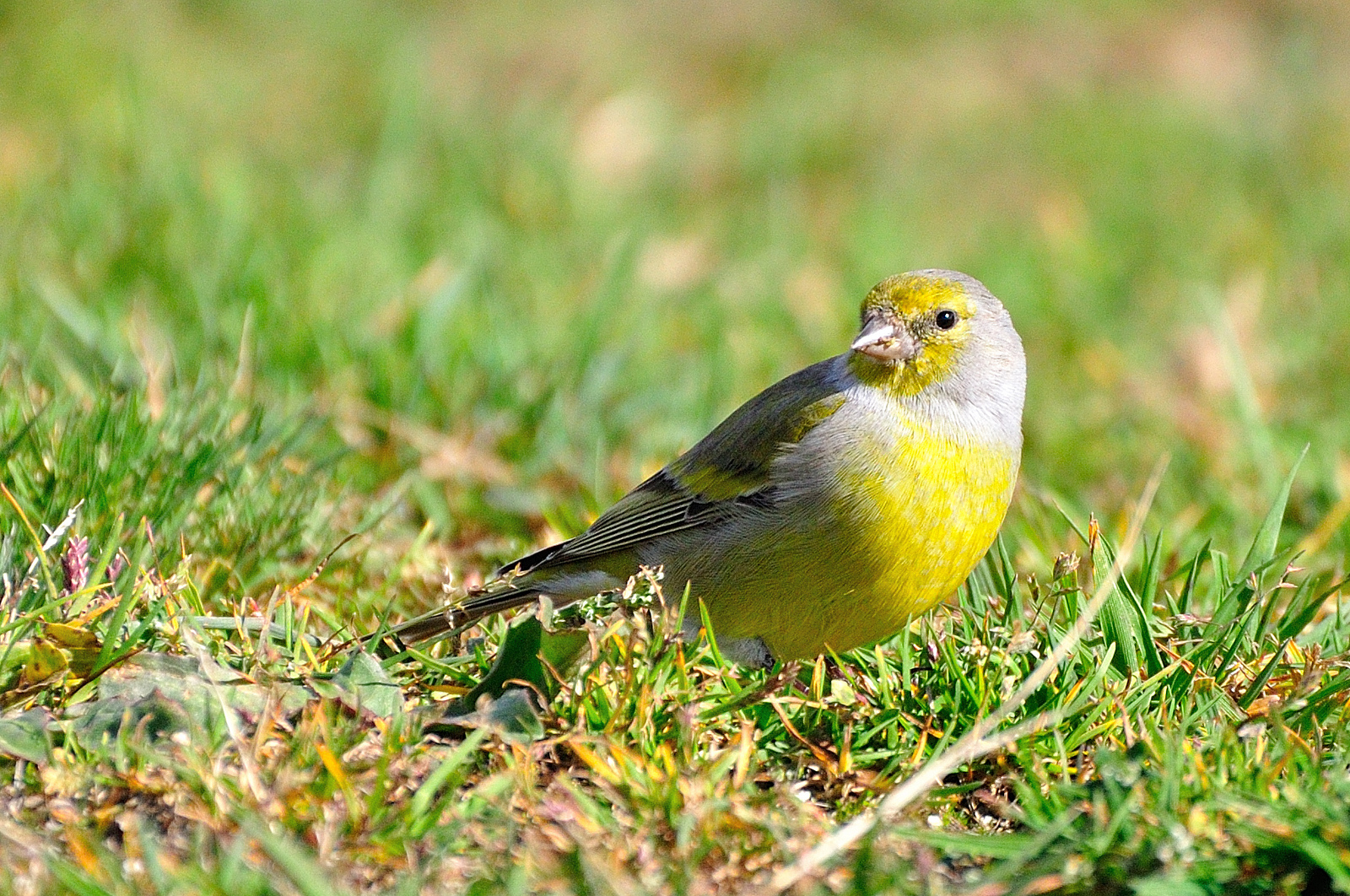
Macho nos Pirenéus, França

## Alimentação
O verdilhão-serrano alimenta-se de diversas sementes de gramíneas e de ervas, debicando no solo ou agarrando-se aos caules das plantas, e também de insectos. As sementes de coníferas, como os pinheiros ou os abetos, são também importantes na sua dieta.
Nos Pirenéus, consome principalmente sementes de diversas ervas e plantas herbáceas como o Chenopodium album, o dente-de-leão (Taraxacum officinalis) ou o cardo (Cirsium eriophorum) e sementes de pinheiros como o pinheiro-larício (Pinus nigra), o pinheiro-da-escócia (P.sylvestris) ou o pinheiro-das–montanhas (Pinus uncinata ou pinus mugo uncinata).
Na Floresta Negra e nos Pré-Pirenéus, durante a época de reprodução, alimenta-se principalmente de sementes de dente-de-leão e de pinheiro-larício.

## Nidificação

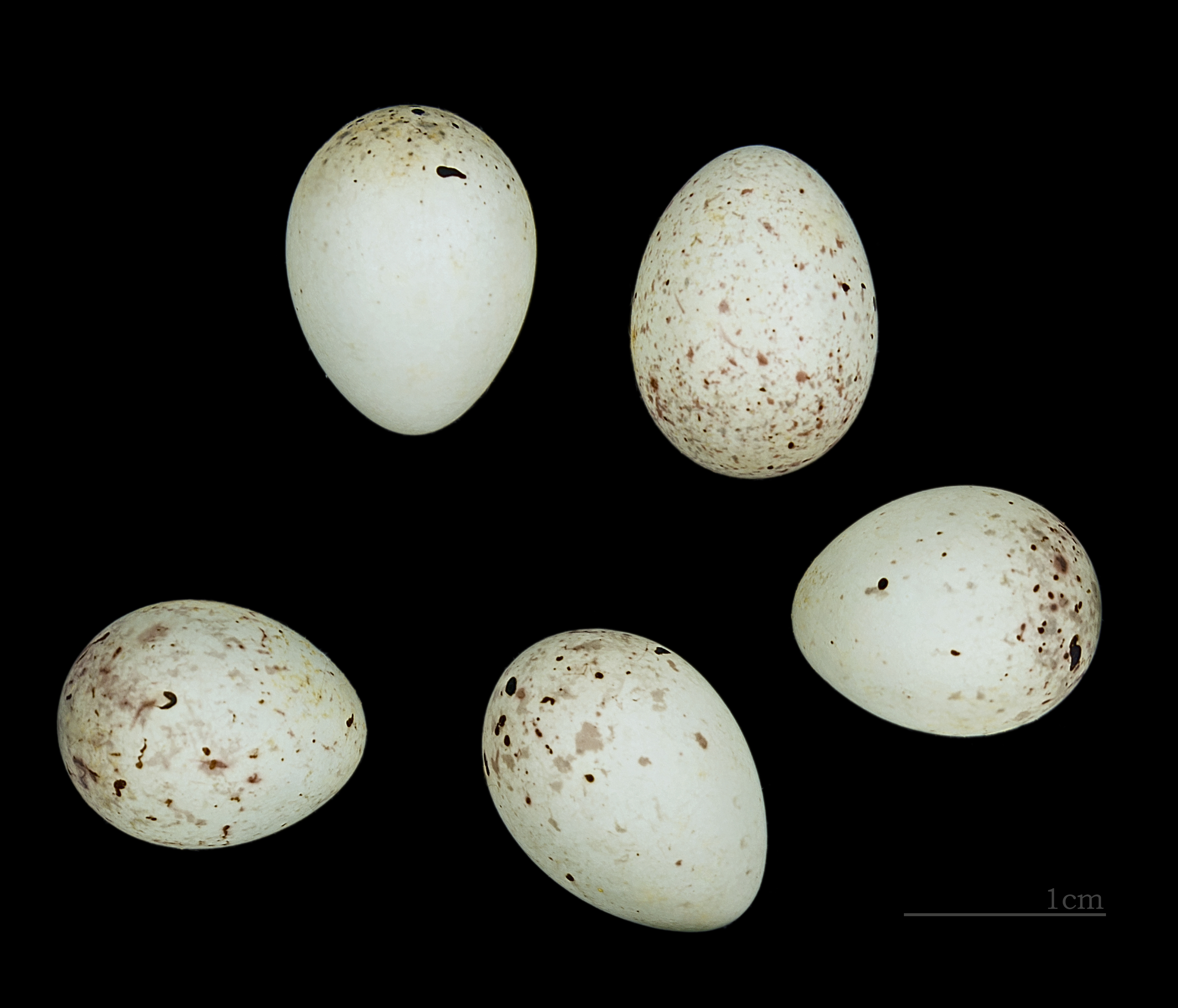
Carduelis citrinella MHNT

A época de reprodução inicia-se nos finais de Abril, princípios de Maio, nas regiões subalpinas, e em Março na Catalunha e dura até Junho. O ninho é construído, na maior parte dos casos, no ramo de uma conífera, com caules secos, pauzinhos, líquenes, musgos e raízes e forrado com pêlos e penas. A fêmea põe 4 a 5 ovos, azuis-esverdeados com pintas castanhas e pretas, que incuba durante 13 a 14 dias. Os juvenis permanecem no ninho durante 17 a 18 dias. Por época a fêmea faz 2 posturas.

## Filogenia
Obtida por Antonio Arnaiz-Villena et al. e por Zamora et al.